# Priyanka Bose

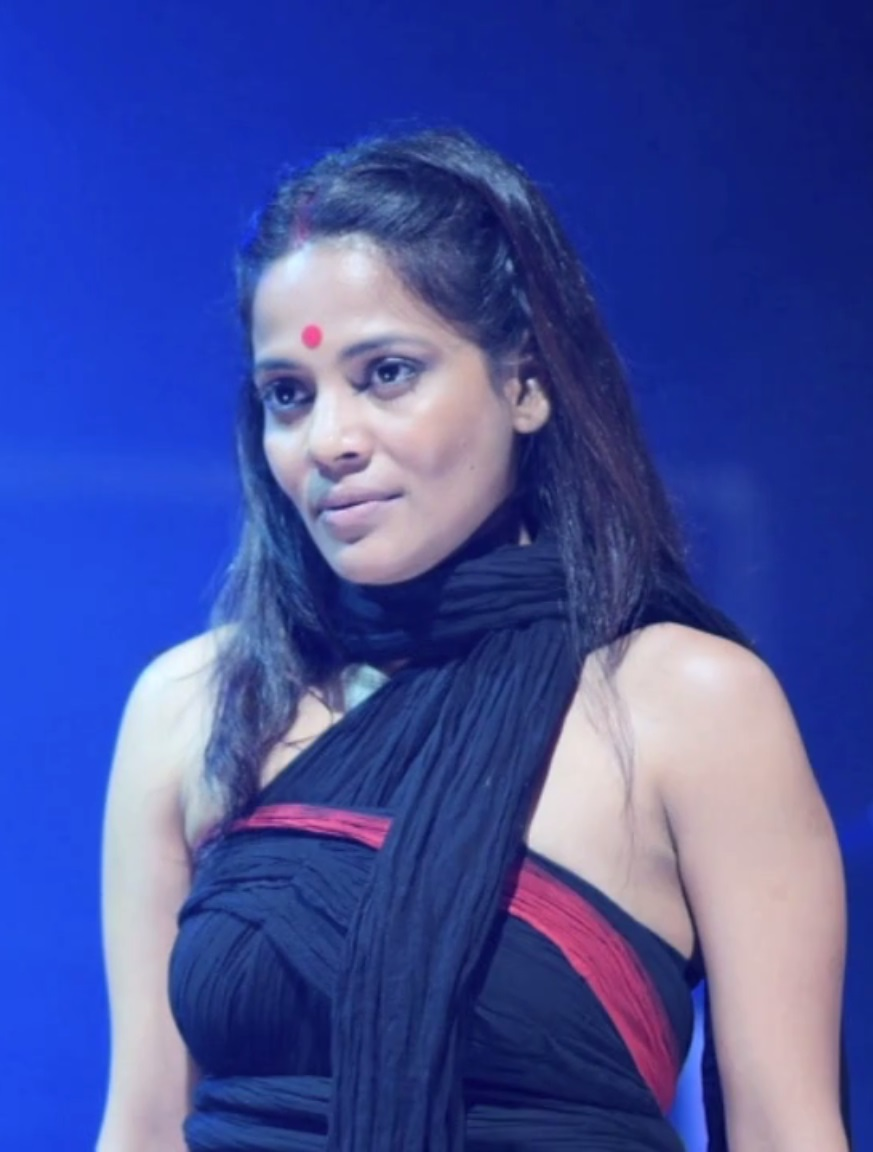
Priyanka Bose in Nirbhaya

Priyanka Bose (Hindi प्रियंका बोस; * 1982 in Delhi, Indien) ist eine indische Theater- und Filmschauspielerin und Model. Einem breiteren Publikum wurde sie durch ihre Rollen im Film Gangor des italienischen Regisseurs Italo Spinelli und im für mehrere Oscars nominierten Filmdrama Lion – Der lange Weg nach Hause des amerikanischen Regisseurs Garth Davis bekannt.

## Karriere
Priyanka Bose begann ihre Filmkarriere mit kleinen Rollen in Johnny Gaddar (2007), Sorry Bhai! (2008), Love Sex aur Dhokha (2010) und Guzaarish. 2010 spielte sie die Hauptrolle im Film Gangor des italienischen Regisseurs Italo Spinelli. Der auf einer Kurzgeschichte der renommierten indischen Schriftstellerin Mahasweta Devi beruhende Film gewann mehrere Preise auf dem New Jersey Independent South Asian Film Festival (u. a. für Bose als beste Schauspielerin) sowie auf dem Cinemanila International Film Festival.
2013 verkörperte Bose in einem Werbespot für den Schmuckhändler Tanishq eine junge Frau, die bereits eine Tochter hat und erneut heiratet, was in Indien legal, aber gesellschaftlich noch immer geächtet ist. Der Werbespot und Bose erregten große öffentliche Aufmerksamkeit. Der Spot wurde als bahnbrechend, mutig und einzigartig gelobt und auf YouTube über 3 Mio. mal aufgerufen.
Bose war 2013 Darstellerin im Theaterstück Nirbhaya der südafrikanischen Dramatikerin und Regisseurin Yaël Farber auf, das auf der Gruppenvergewaltigung in Delhi 2012 beruht und von der Kritik hoch gelobt wurde. Es wurde auf dem Edinburgh Festival Fringe mit dem Scotsman Fringe First Award, dem Herald Angel Award sowie dem Freedom of Expression Award von Amnesty International ausgezeichnet.
2012 spielte Bose eine Hauptrolle im Bollywood-Film Oass des Regisseurs Abhinav Tiwari. Danach übernahm sie eine Hauptrolle in Shunyo Awnko (2013) unter Regie von Goutam Ghose neben Konkona Sen Sharma und spielte in Devashish Makhijas Film Oonga mit, der auf dem New York Indian Film Festival Premiere hatte und auf mehreren weiteren Festivals gezeigt wurde. In Gulaab Gang (2014) war sie neben Madhuri Dixit und Juhi Chawla zu sehen.
International bekannt wurde Bose 2016 durch das für sechs Oscars nominierten Filmdrama Lion – Der lange Weg nach Hause des Regisseurs Garth Davis, in dem sie neben Nicole Kidman, Rooney Mara und Dev Patel zu sehen war und die leibliche Mutter der Hauptfigur Saroo als Kind und als Erwachsener verkörperte. 2016 übernahm Bose außerdem eine Hauptrolle in der Bollywood-Komödie Half Ticket, die 2017 beim 57. Zlín Film Festival in Tschechien mit dem Ecumenical Jury Award ausgezeichnet wurde.
2019 war Bose neben David Arquette im amerikanischen Independent-Film The MisEducation of Bindu der Regisseurin Prarthana Mohan zu sehen, der beim Heartland International Film Festival den Indiana Spotlight Award gewann. Außerdem spielte sie im sozialkritischen Filmdrama Pareeksha unter Regie von Prakash Jha. Daneben übernahm Priyanka Bose auch Rollen in indischen Fernsehserien, darunter The Good Karma Hospital und Little America.
Priyanka Bose hat eine eigene Produktionsfirma, PaapiPet Pictures, gegründet, die Kurzfilme und Musikvideos produziert, u. a. für Hipnotribe, Mikey Mcleary und Kailash Kher.

## Filmografie (Auswahl)
Filme
- 2007: Johnny Gaddaar
- 2008: Sorry Bhai!
- 2010: Gangor
- 2010: LSD: Love, Sex Aur Dhokha
- 2010: Guzaarish
- 2011: Padduram
- 2012: Oass
- 2013: Oonga
- 2013: Lass dein Glück nicht ziehen (Yeh Jawaani Hai Deewani)
- 2014: Gulaab Gang
- 2014: Sold
- 2016: Half Ticket
- 2016: Lion – Der lange Weg nach Hause (Lion)
- 2018: Ascharyachakit
- 2019: What are the Odds?
- 2019: The MisEducation of Bindu
- 2020: Pareeksha
- 2020: Mortal – Mut ist unsterblich (Mortal)
- 2020: Sadak 2

Fernsehserien
- 2019: The Good Karma Hospital
- 2020: Little America
- 2021–2025: Das Rad der Zeit (The Wheel of Time)